# Verbascum decursivum
Verbascum decursivum är en flenörtsväxtart som beskrevs av Hub.-mor.. Verbascum decursivum ingår i släktet kungsljus, och familjen flenörtsväxter. Inga underarter finns listade i Catalogue of Life.